# Nicole Hosp
Nicole „Niki“ Hosp (* 6. November 1983 in Ehenbichl, Tirol) ist eine ehemalige österreichische Skirennläuferin. Sie war im Weltcup zunächst auf Slalom und Riesenslalom spezialisiert und startete ab 2006 in allen Disziplinen. In jeder konnte sie mindestens eine Medaille bei Großveranstaltungen erringen, und in jeder Disziplin außer der Abfahrt zumindest ein Weltcuprennen gewinnen. In der Saison 2006/07 entschied Hosp den Gesamtweltcup und den Riesenslalom-Weltcup für sich, ebenfalls 2007 wurde sie Weltmeisterin im Riesenslalom.

## Biografie

### Anfänge und erste Erfolge (bis 2002)
Hosp wuchs in unmittelbarer Nähe zu Skipiste und Skischule auf und kam so schon früh zum Skisport. Durch Unterstützung ihrer Eltern bekam sie bereits als Achtjährige einen Privattrainer. Bald stellten sich Erfolge im Nachwuchsbereich ein, darunter der österreichische Schülermeistertitel (Altersklasse Schüler II) im Super-G 1998. Hosp besuchte das Skigymnasium in Stams und nahm ab Jänner 1999 an FIS-Rennen teil, bei denen sie noch im selben Monat den ersten Podestplatz erreichte. Nach ihrer Aufnahme in den Kader des Österreichischen Skiverbandes folgten im Winter 2000/01 die ersten Starts im Europacup. In derselben Saison nahm sie auch erstmals an Juniorenweltmeisterschaften teil, wobei sie in Abfahrt und Slalom knapp unter die besten zehn fuhr. Erfolgreicher war sie im nächsten Winter bei den Juniorenweltmeisterschaften 2002 in Tarvis, bei der sie die Bronzemedaille in der Abfahrt gewann.
Im selben Winter 2001/02 fand Hosp im Europacup in den technischen Disziplinen Slalom und Riesenslalom Anschluss an die Spitze: Ersten Top-10-Ergebnissen ab Saisonbeginn folgten nach dem Jahreswechsel mehrere Podestplätze und am 11. März 2002 der erste Sieg im Riesenslalom von Le Grand-Bornand. Damit erreichte sie jeweils Platz vier im Gesamteuropacup und in der Slalomwertung sowie den zweiten Rang in der Riesenslalomwertung, womit sie in dieser Disziplin einen Weltcup-Fixstartplatz für die nächste Saison erhielt. Bereits am 18. Februar 2001 war Hosp im Slalom von Garmisch-Partenkirchen erstmals im Weltcup gestartet. Dabei konnte sie sich aber ebenso wie in fünf ihrer sechs Weltcuprennen des Winters 2001/02 nicht für den zweiten Durchgang qualifizieren. Nur einmal gewann sie im Jänner 2002 mit dem 29. Rang im Riesenslalom von Maribor Weltcuppunkte.

### Anschluss an die Weltspitze (2002–2006)
Gänzlich unerwartet gelang ihr dann zu Beginn der Saison 2002/03 auch im Weltcup der Durchbruch, als sie – nach Rang 11 aus dem ersten Durchgang – mit Bestzeit im zweiten Lauf den Riesenslalom am Rettenbachferner bei Sölden gewann (ihre Start-Nr. 36 ist die zweithöchste Siegnummer in einem Weltcup-Riesentorlauf). Hosp teilte sich diesen Sieg mit den zeitgleichen Tina Maze und Andrine Flemmen, womit es erstmals in der Geschichte des Weltcups drei Siegerinnen in einem Rennen gab. Bis Ende des Winters fuhr Hosp weitere fünfmal auf das Podest, womit sie Vierte im Riesenslalomweltcup und jeweils Zehnte im Gesamt- und Slalomweltcup wurde. Podestplätze erreichte Hosp auch bei ihren ersten Weltmeisterschaften 2003 in St. Moritz, bei der sie Zweite in der Kombination und Dritte im Slalom wurde. Im Riesenslalom lag sie nach dem ersten Lauf auf Platz vier, im zweiten Durchgang schied sie jedoch aus. Im Winter 2003/04 konnte Hosp an die Vorjahresergebnisse anknüpfen: Neben mehreren Podestplätzen feierte sie im Dezember zwei Siege im Slalom von Madonna di Campiglio sowie im Riesenslalom von Lienz. Ende Jänner musste sie die Saison jedoch verletzungsbedingt beenden, nachdem sie beim Joggen mit dem Fuß umgeknickt war und eine Sprunggelenkfraktur erlitten hatte.
Zu Beginn ihrer Comeback-Saison 2004/05 musste Hosp einige Ausfälle hinnehmen, sonst konnte sie sich meist unter den besten zehn platzieren. Einen Ausfall hatte sie auch bei den Weltmeisterschaften 2005 in Bormio im Slalom zu verzeichnen, den Riesenslalom beendete sie an fünfter Position. Eine Medaille gab es für Hosp aber im erstmals bei Weltmeisterschaften ausgetragenen Mannschaftswettbewerb, bei dem sie mit ihren Teamkollegen hinter Deutschland den zweiten Platz belegte. Nach der WM gelangen Hosp im Weltcup wieder drei Podestplätze in Slalom und Riesenslalom sowie ein vierter Platz in der ersten im Weltcup ausgetragenen Super-Kombination. Zu Saisonende wurde sie zum ersten Mal Österreichische Meisterin im Riesenslalom.
Den endgültigen Schritt von der Slalom-/Riesenslalomläuferin zur Allrounderin vollzog Hosp in der Saison 2005/06, in der sie ab Jänner auch an Super-G- und Abfahrtsrennen teilnahm. Bei ihrem Weltcupdebüt in den Speeddisziplinen in St. Moritz erreichte sie auf Anhieb den dritten Platz im Super-G und Rang neun in der Abfahrt. Eine Woche später feierte sie im Riesenslalom von Cortina d’Ampezzo ihren ersten Weltcupsieg seit mehr als zwei Jahren. Ein weiterer Weltcupsieg gelang ihr beim Saisonfinale in Åre, wo sie den Super-G für sich entschied und somit erstmals in einer der schnellen Disziplinen gewann. Sie erreichte damit den vierten Platz im Gesamtweltcup und kam in allen Disziplinenwertungen mit Ausnahme der Abfahrt unter die besten zehn. Bei den Olympischen Winterspielen 2006 in Turin gewann Hosp hinter der Schwedin Anja Pärson die Silbermedaille im Slalom. Im Riesenslalom wurde sie Vierte und in der Kombination Fünfte.

### Gesamtweltcupsieg und Verletzungspausen (2006–2010)
In der Saison 2006/07 erreichte Hosp vier Siege und insgesamt zwölf Podestplätze in allen Disziplinen, außer der Abfahrt, in der ein sechster Rang ihr bestes Ergebnis war. Bei ihrem einzigen Karriere-Sieg in einer Super-Kombination (2. März in Tarvis) war sie nach der Abfahrt nur auf Rang 19 gelegen. Zwei ihrer vier Siege feierte Hosp in den letzten beiden Rennen des Winters, dem Slalom und dem Riesenslalom des Weltcupfinales in Lenzerheide. Damit konnte sie die nach dem drittletzten Rennen mit 70 Punkten Vorsprung führende Marlies Schild noch überholen und den Gesamtweltcup für sich entscheiden. Hosp gewann ebenfalls den Riesenslalomweltcup, wurde jeweils Zweite in Slalom und Super-G und Dritte im Super-Kombinations-Weltcup. Bei den Weltmeisterschaften 2007 in Åre verpasste Hosp zunächst mit Rang vier im Super-G und Platz sechs in der Super-Kombination zweimal knapp die Medaillenränge, ehe sie in der Abfahrt überraschend die Bronzemedaille gewann und zwei Tage später Weltmeisterin im Riesenslalom wurde. Den abschließenden Slalom beendete sie nur an 17. Position. Aufgrund ihrer Erfolge wurde sie im Oktober 2007 zur österreichischen Sportlerin des Jahres gewählt.
Im Winter 2007/08 konnte Hosp die Vorjahresergebnisse nur im Slalom wiederholen. Sie feierte zwei Siege in Aspen und Maribor und fuhr in dieser Disziplin weitere dreimal unter die schnellsten drei, womit sie erneut Zweite im Slalomweltcup wurde. In Riesenslalom und Super-G fuhr sie jeweils einmal auf das Podest, in diesen Disziplinenweltcups fiel sie gegenüber dem Vorjahr aber um sechs bzw. sieben Ränge zurück. Dennoch erreichte sie im Gesamtweltcup in einer relativ knappen Entscheidung um die Plätze zwei bis fünf den zweiten Rang hinter Gesamtsiegerin Lindsey Vonn.
Die Saison 2008/09 war für Hosp von Verletzungen geprägt. Am 29. November 2008 zog sie sich bei einem Sturz im Riesenslalom von Aspen eine Zerrung im linken Knie zu, tags darauf erreichte sie aber im Slalom ihren ersten von insgesamt vier Podestplätzen des Winters. Schlimmer erwischte es sie am 4. Jänner 2009 in Zagreb. Sie kam beim Einfahren für den Weltcupslalom schwer zu Sturz und zog sich dabei einen Riss des inneren Seitenbandes, einen Bruch des Schienbeinkopfes und einen Einriss des Kreuzbandes im linken Knie zu. Trotzdem konnte sie bereits am 12. Februar 2009 bei den Weltmeisterschaften in Val-d’Isère an den Start gehen, musste sich aber mit Rang 23 im Riesenslalom begnügen. Nach der WM folgte aber aufgrund der Verletzung eine weitere dreiwöchige Rennpause. Die nächste Verletzung setzte Hosp im gesamten Winter 2009/10 außer Gefecht: Sie stürzte beim Auftaktrennen am 24. Oktober 2009 in Sölden und zog sich einen Riss des Kreuzbandes im rechten Knie zu.

### Schwieriges Comeback (ab 2010)
Mit Beginn der Saison 2010/11 kehrte Hosp wieder in den Weltcup zurück. Am 19. Dezember 2010 erreichte sie als Dritte der Super-Kombination von Val-d’Isère ihren ersten Podestplatz nach der einjährigen Verletzungspause, der in jenem Winter auch ihr einziger blieb. Insgesamt fuhr sie in neun Rennen unter die schnellsten zehn, im Gesamtweltcup wurde sie 15. Bei den Weltmeisterschaften 2011 in Garmisch-Partenkirchen fuhr sie jeweils auf Rang 12 im Super-G und in der Super-Kombination sowie auf Rang 18 im Slalom.
Die Saison 2011/12 verlief für Hosp wenig zufriedenstellend. In den ersten zwei Monaten war sie in keinem Rennen besser als 16., erst im Jänner gelangen ihr wieder Top-10-Resultate und schließlich zwei dritte Plätze in den beiden Super-Kombinationen von St. Moritz. Insgesamt war die Saison aber deutlich schlechter als das Vorjahr. Hosp fiel auf Rang 22 im Gesamtweltcup zurück, war neben ihrem dritten Platz im Super-Kombinations-Weltcup nur noch im Super-G unter den besten 20 zu finden und blieb in ihrer einst stärksten Disziplin, dem Riesenslalom, erstmals überhaupt ohne Weltcuppunkte. Am 8. Februar 2013 krönte Hosp ihr Comeback mit der Bronzemedaille in der Super-Kombination bei ihren Heim-Weltmeisterschaften in Schladming. Einige Tage später gewann sie mit dem österreichischen Team den Mannschaftswettbewerb und wurde zum zweiten Mal Weltmeisterin.
Bei den Olympischen Winterspielen 2014 in Sotschi gewann sie Silber in der Super-Kombination hinter Maria Höfl-Riesch und Bronze im Super-G. Somit hat sie in allen Disziplinen bei einem Großereignis eine Medaille gewonnen. Am 30. November 2014 gewann sie völlig überraschend den Slalom von Aspen nach fast sieben Jahren ohne Weltcupsieg. Mit Rang 3 in der Weltcup-Abfahrt beim Saisonfinale in Meribel am 18. März 2015 gelang ihr erstmals auch im Weltcup ein Abfahrts-Podestplatz, nachdem sie dies bei den Weltmeisterschaften 2007 bereits geschafft hatte. Sie beendete die Saison auf Rang 5 der Weltcup-Gesamtwertung. Am 1. Juni 2015 gab sie bei einer Pressekonferenz ihren Rücktritt bekannt.

### Nach dem Rücktritt
Am 10. Dezember 2016 gab Hosp ihr Debüt als ORF-Co-Kommentatorin bei Technikbewerben der Damen. Von März 2017 bis Mai 2017 war Hosp Promikandidatin in der ORF-Tanzshow Dancing Stars.

## Erfolge

### Olympische Winterspiele
- Turin 2006: 2. Slalom, 4. Riesenslalom, 5. Kombination
- Sotschi 2014: 2. Super-Kombination, 3. Super-G, 9. Abfahrt

### Weltmeisterschaften
- St. Moritz 2003: 2. Kombination, 3. Slalom
- Santa Caterina 2005: 2. Mannschaftswettbewerb, 5. Riesenslalom
- Åre 2007: 1. Riesenslalom, 3. Abfahrt, 4. Super-G, 6. Super-Kombination, 17. Slalom
- Val-d’Isère 2009: 23. Riesenslalom
- Garmisch-Partenkirchen 2011: 12. Super-G, 12. Super-Kombination, 18. Slalom
- Schladming 2013: 1. Mannschaftswettbewerb, 3. Super-Kombination, 15. Slalom
- Vail/Beaver Creek 2015: 1. Mannschaftswettbewerb, 2. Alpine Kombination

### Weltcupwertungen
Nicole Hosp hat einmal den Gesamtweltcup gewonnen, dazu einmal die Disziplinenwertung im Riesenslalom.
| Saison  | Gesamt | Gesamt | Abfahrt | Abfahrt | Super-G | Super-G | Riesenslalom | Riesenslalom | Slalom | Slalom | Kombination | Kombination | City Event* | City Event* |
| Saison  | Platz  | Punkte | Platz   | Punkte  | Platz   | Punkte  | Platz        | Punkte       | Platz  | Punkte | Platz       | Punkte      | Platz       | Punkte      |
| ------- | ------ | ------ | ------- | ------- | ------- | ------- | ------------ | ------------ | ------ | ------ | ----------- | ----------- | ----------- | ----------- |
| 2001/02 | 121.   | 2      | –       | –       | –       | –       | 58.          | 2            | –      | –      | –           | –           | –           | –           |
| 2002/03 | 10.    | 558    | –       | –       | –       | –       | 4.           | 332          | 10.    | 226    | –           | –           | –           | –           |
| 2003/04 | 12.    | 556    | –       | –       | –       | –       | 6.           | 260          | 6.     | 306    | –           | –           | –           | –           |
| 2004/05 | 14.    | 492    | –       | –       | –       | –       | 6.           | 238          | 7.     | 204    | 4.          | 50          | –           | –           |
| 2005/06 | 4.     | 1112   | 23.     | 79      | 10.     | 175     | 4.           | 461          | 6.     | 307    | 5.          | 90          | –           | –           |
| 2006/07 | 1.     | 1572   | 20.     | 122     | 2.      | 352     | 1.           | 490          | 2.     | 418    | 3.          | 190         | –           | –           |
| 2007/08 | 2.     | 1183   | 19.     | 123     | 10.     | 222     | 7.           | 241          | 2.     | 515    | 9.          | 82          | –           | –           |
| 2008/09 | 14.    | 496    | 46.     | 3       | 25.     | 63      | 24.          | 75           | 8.     | 275    | 8.          | 80          | –           | –           |
| 2010/11 | 15.    | 454    | –       | –       | 8.      | 141     | 28.          | 41           | 12.    | 160    | 5.          | 112         | –           | –           |
| 2011/12 | 22.    | 367    | 36.     | 28      | 20.     | 116     | –            | –            | 26.    | 73     | 3.          | 120         | 5.          | 30          |
| 2012/13 | 16.    | 423    | –       | –       | 20.     | 88      | –            | –            | 15.    | 175    | 2.          | 160         | 12.         | 30          |
| 2013/14 | 9.     | 575    | 22.     | 108     | 6.      | 213     | –            | –            | 8.     | 204    | 4.          | 50          | –           | –           |
| 2014/15 | 5.     | 684    | 12.     | 180     | 6.      | 255     | –            | –            | 9.     | 249    | –           | –           | –           | –           |

* Die City-Event-Punkte wurden in der Saison 2012/13 für den Slalomweltcup gewertet.

### Weltcupsiege
Hosp errang 57 Podestplätze in Einzelrennen, davon 12 Siege (1 × Super-G, 5 × Riesenslalom, 5 × Slalom, 1 × Super-Kombination):
| Datum              | Ort                  | Land       | Disziplin         |
| ------------------ | -------------------- | ---------- | ----------------- |
| 26. Oktober 2002 * | Sölden               | Österreich | Riesenslalom      |
| 17. Dezember 2003  | Madonna di Campiglio | Italien    | Slalom            |
| 27. Dezember 2003  | Lienz                | Österreich | Riesenslalom      |
| 29. Jänner 2006    | Cortina d’Ampezzo    | Italien    | Riesenslalom      |
| 16. März 2006      | Åre                  | Schweden   | Super-G           |
| 6. Jänner 2007     | Kranjska Gora        | Slowenien  | Riesenslalom      |
| 2. März 2007       | Tarvis               | Italien    | Super-Kombination |
| 17. März 2007      | Lenzerheide          | Schweiz    | Slalom            |
| 18. März 2007      | Lenzerheide          | Schweiz    | Riesenslalom      |
| 9. Dezember 2007   | Aspen                | USA        | Slalom            |
| 13. Jänner 2008    | Maribor              | Slowenien  | Slalom            |
| 30. November 2014  | Aspen                | USA        | Slalom            |

* zeitgleich mit Andrine Flemmen und Tina Maze
Hinzu kommt 1 Sieg bei Mannschaftswettbewerben.

### Europacup
- Saison 2001/02: 4. Gesamtwertung, 2. Riesenslalomwertung, 4. Slalomwertung
- 6 Podestplätze, davon 2 Siege:

| Datum           | Ort              | Land       | Disziplin    |
| --------------- | ---------------- | ---------- | ------------ |
| 11. März 2002   | Le Grand-Bornand | Frankreich | Riesenslalom |
| 11. Jänner 2006 | St. Moritz       | Schweiz    | Abfahrt      |

### Juniorenweltmeisterschaften
- Verbier 2001: 6. Kombination, 9. Abfahrt, 10. Slalom, 25. Riesenslalom
- Tarvisio 2002: 3. Abfahrt, 4. Slalom, 14. Super-G

### Weitere Erfolge
- Österreichische Staatsmeisterin im Riesenslalom: 2005, 2008
- 2 Siege im Nor-Am Cup (Riesenslalom in Loveland 2002 und in Winter Park 2005)
- 6 Siege in FIS-Rennen (3 × Super-G, 2 × Riesenslalom, 1 × Slalom)

## Auszeichnungen
- Silbernes Ehrenzeichen für Verdienste um die Republik Österreich: 2003
- Österreichische Sportlerin des Jahres: 2007